# Tipula durga
Tipula durga är en tvåvingeart som beskrevs av Alexander 1964. Tipula durga ingår i släktet Tipula och familjen storharkrankar. Inga underarter finns listade i Catalogue of Life.